# 斯卡莫扎奶酪
斯卡莫扎奶酪（義大利語：Scamorza）是产自意大利南部阿布鲁佐、坎帕尼亚和莫利塞等地的一种奶酪，以坎帕尼亚所产为代表。是拉丝凝乳（Pasta filata）奶酪家族的一员。
原料为巴氏消毒的牛奶或水牛奶，以前者较为多见。需要用绳吊起来晾制成熟，从而形成独特的葫芦形状。